# جورج کلارک (بازیکن فوتبال، زاده ۱۸۹۴)
جورج کلارک (انگلیسی: George Clarke؛ ۳ دسامبر ۱۸۹۴ – ۳۰ ژوئیهٔ ۱۹۶۰) بازیکن فوتبال اهل بریتانیا بود.
از باشگاه‌هایی که در آن بازی کرده‌است می‌توان به باشگاه فوتبال استوک سیتی، باشگاه فوتبال کرو آلکساندرا، و باشگاه فوتبال نانت‌ویچ اشاره کرد.